# Andreas Kappes
Pour les articles homonymes, voir Kappes.
Andreas Kappes est un coureur cycliste allemand, né le 23 décembre 1965 à Brême et mort le 30 juillet 2018.
Professionnel de 1987 à 2001, il a brillé sur piste en s'imposant sur plusieurs épreuves de Six jours, notamment avec Etienne De Wilde.

## Biographie
Il meurt d'un choc allergique à la suite d'une piqûre d'insecte.

## Palmarès sur route

### Par année
- 1984
  - Une étape du Tour de Rhénanie-Palatinat
- 1985
  - 2e du Regio-Tour
- 1986
  - 9eb étape du Tour de Basse-Saxe
  - Deux étapes du Tour de Rhénanie-Palatinat
  - 1re étape du Grand Prix Guillaume Tell
  - 3e du Tour de Düren
- 1987
  - 5e étape du Tour d'Andalousie
  - 4e et 7e étapes de la Coors Classic
  - 3e du championnat d'Allemagne sur route
- 1988
  - Prologue (contre-la-montre par équipes) et 6ea étape de Paris-Nice
  - 7e étape du Tour d'Italie
  - 1reb étape du Grand Prix du Midi libre
  - 3e étape de la Schwanenbrau Cup
  - 2e du Grand Prix d'Albacete
  - 2e du Grand Prix de Cannes
  - 2e du championnat d'Allemagne sur route
  - 3e de la Schwanenbrau Cup
  - 5e de la Flèche wallonne
- 1989
  - 1re étape du Tour de la Communauté valencienne
  - 3e étape de Paris-Nice (contre-la-montre par équipes)
  - Paris-Camembert
  - Tour de l'Oise :
    - Classement général
    - 1re et 3eb étapes

  - 7e et 8e étapes du Tour de Suisse
  - Coca-Cola Trophy
  - 6e du Grand Prix de Zurich
  - 8e du Tour de Suisse
- 1990
  - 1re étape de la Bicyclette basque
  - 2e du Tour de Cologne
  - 2e de la Coppa Sabatini
  - 5e de Paris-Tours
  - 7e de l'Amstel Gold Race
  - 8e du championnat du monde sur route
- 1991
  - Trophée Luis Puig
  - 4e étape du Tour de la Communauté valencienne
  - Circuit Het Volk
  - 3e étape de Paris-Nice
  - 2e étape du Tour du Pays basque
  - 2e du Grand Prix de Plouay
  - 9e de la Classique de Saint-Sébastien
  - 10e de Milan-San Remo
- 1994
  - Tour de Berne
  - 4e étape des Quatre Jours de Dunkerque
  - 3e étape du Tour de Suisse
  - 2e de Veenendaal-Veenendaal
  - 2e du Grand Prix de Francfort
  - 3e du Circuit Het Volk
  - 3e du championnat d'Allemagne sur route
- 1995
  - 2e étape de la Hofbrau Cup
  - Classement général du Coca-Cola Trophy
- 1996
  - 7e étape du Tour de Rhénanie-Palatinat
  - 2e étape du Tour de Hesse
  - 1re étape du Grand Prix Guillaume Tell
- 1997
  - 1rea étape du Tour de Rhénanie-Palatinat
  - 2e du Tour de Düren
  - 2e du Tour de Cologne
  - 3e du Tour de Rhénanie-Palatinat
  - 3e de la Hofbrau Cup
- 1998
  - Étoile du Brabant
  - 2e du Tour du Limbourg
  - 3e du Tour de Cologne
- 1999
  - 5e étape du Tour d'Allemagne
  - 2e du Tour d'Allemagne
- 2000
  - 2e de la Dekra Open Stuttgart

### Résultats sur les grands tours

#### Tour de France
5 participations 
- 1988 : 110e
- 1989 : 96e
- 1990 : 136e
- 1991 : 65e
- 1992 : 128e

#### Tour d'Italie
5 participations 
- 1987 : 26e
- 1988 : abandon (12e étape), vainqueur de la 7e étape
- 1992 : 121e
- 1993 : 124e
- 1995 : 106e

## Palmarès sur piste

### Championnats du monde
- Manchester 1996
  -  Médaillé de bronze de l'américaine
- Bordeaux 1998
  -  Médaillé d'argent de la course aux points
  -  Médaillé de bronze de l'américaine
- Berlin 1999
  -  Médaillé de bronze de l'américaine

### Championnats du monde juniors
- 1983
  -  Champion du monde de course aux points juniors

### Six jours
- 1989 : Brême (avec Roman Hermann), Dortmund, Munich (avec Etienne De Wilde)
- 1990 : Cologne (avec Etienne De Wilde)
- 1991 : Brême, Cologne, Stuttgart (avec Etienne De Wilde)
- 1992 : Brême (avec Etienne De Wilde)
- 1993 : Stuttgart (avec Etienne De Wilde)
- 1994 : Brême (avec Danny Clark)
- 1995 : Gand (avec Etienne De Wilde)
- 1996 : Cologne (avec Etienne De Wilde)
- 1997 : Brême, Stuttgart (avec Carsten Wolf)
- 1998 : Cologne (avec Adriano Baffi), Leipzig (avec Etienne De Wilde)
- 1999 : Stuttgart (avec Adriano Baffi), Munich (avec Silvio Martinello), Berlin (avec Etienne De Wilde)
- 2000 : Brême, Stuttgart (avec Silvio Martinello)
- 2002 : Dortmund (avec Andreas Beikirch)
- 2004 : Stuttgart (avec Andreas Beikirch et Gerd Dörich)

### Championnats d'Europe
- 1996
  -  Médaillé de bronze de l'américaine
- 2003
  -  Champion d'Europe de l'américaine (avec Andreas Beikirch)

### Championnats d'Allemagne
| - 1983 - Champion d'Allemagne de course aux points juniors - Champion d'Allemagne de l'américaine juniors (avec Peter Rohracker) - 1997 - Champion d'Allemagne de l'américaine (avec Carsten Wolf) - 1999 - Champion d'Allemagne de course aux points - Champion d'Allemagne de demi-fond | - 2000 - Champion d'Allemagne de course aux points - 2006 - Champion d'Allemagne derrière derny |